# Ferrovia Circumvesuviana

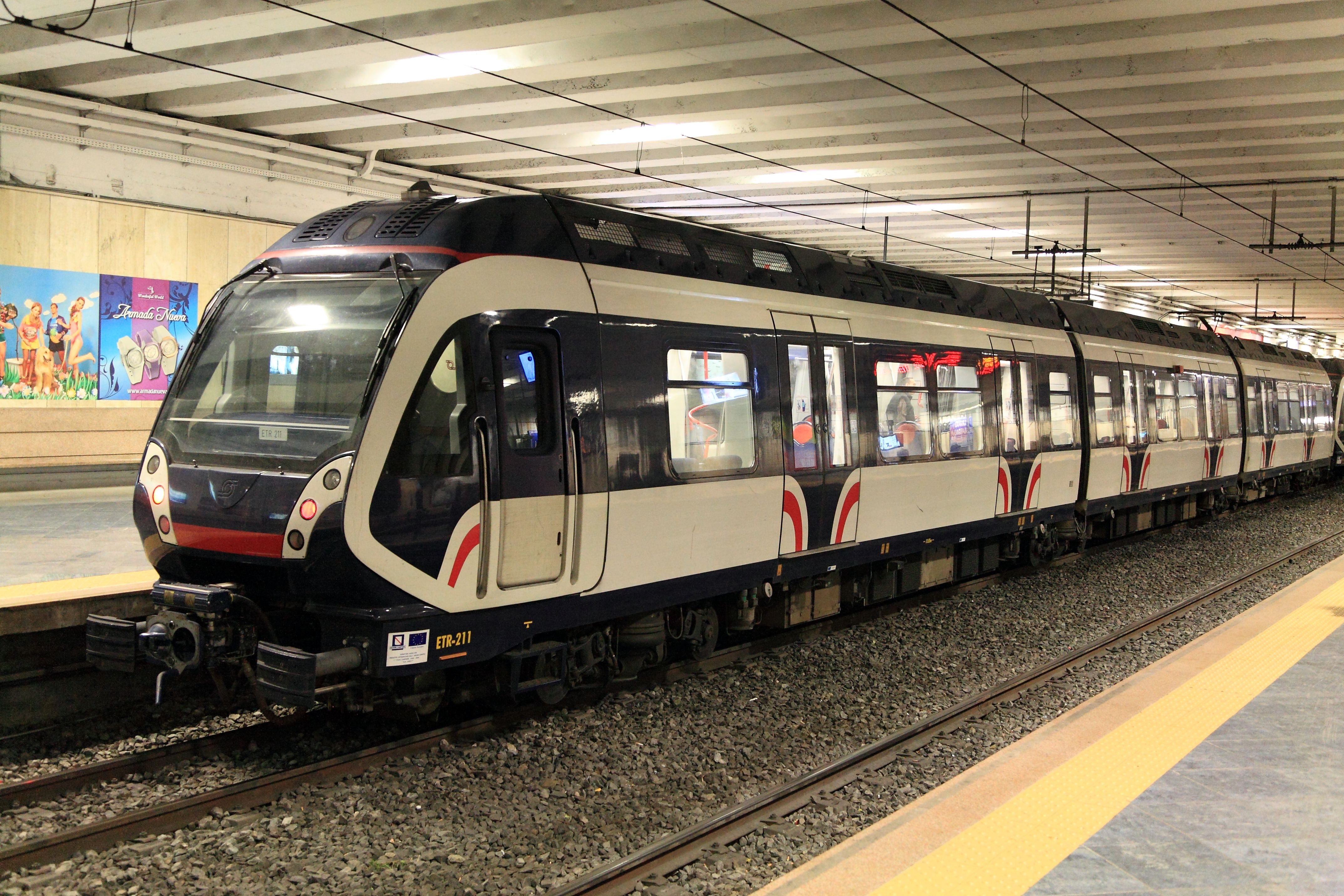
ETR 200 im Bahnhof Napoli Piazza Garibaldi

Die Ferrovia Circumvesuviana ist eine Vorort-Eisenbahn in der Spurweite von 950 mm (Italienische Meterspur) in der Metropolitanstadt Neapel und in der Provinz Salerno, Region Kampanien, in Italien.
Die Strecken verbinden die Stadt Neapel mit umliegenden Gemeinden und Städten wie Sorrent, Torre del Greco, Pompei oder Ercolano in der Nähe des Vesuv. Von Neapel bis Pompej ist die Bahn zweigleisig trassiert und wird im Linksverkehr befahren. Die Strecke ist ab Pompej in Richtung Sorrent eingleisig ausgeführt, daher muss an größeren Stationen jeweils der entgegenkommende Zug abgewartet werden. Das Gleisnetz hat eine Länge von 142 km und verbindet 96 Bahnhöfe.
Die Ferrovia Circumvesuviana wird seit Beginn 2013 vom Ente Autonomo Volturno betrieben. Der vorherige Betreiber war SFSM – Strade Ferrate Secondarie Meridionali.

## Strecken
- Napoli–Nola–Baiano (1884–1885 eröffnet), Streckenlänge 38 km
- Napoli–Ottaviano–Sarno (1891–1904 eröffnet), Streckenlänge 38 km
- Napoli–Pompei–Poggiomarino (1904 eröffnet), Streckenlänge 35 km
- Torre Annunziata–Sorrent (1932–1948 eröffnet), Streckenlänge 26 km
- Volla/Botteghelle–San Giorgio a Cremano (2001 eröffnet), Streckenlänge 8 km
- Pomigliano d’Arco–Acerra (2006 eröffnet), Streckenlänge 3 km